# Sticla lowe
Sticla tip LowE este un tip de sticlă ce se folosește în tâmplăria termoizolantă, sticlă ce se obține prin tratarea unei foi de geam cu o soluție specială de nitrat. Acest tip de sticlă prezintă emisivitate redusă, adică un transfer de căldură prin suprafața vitrată mult redus.
Pentru creșterea izolării termice dar mai ales pentru cea fonică, între foile de geam se poate introduce un gaz inert, cel mai des fiind folosit argonul. Mobilitatea redusă a moleculelor ce compun acest gaz asigură și reducerea zgomotului transmis prin geam.